# 爱利亚加比多连
爱利亚·加比多连（拉丁語：Aelia Capitolina）是罗马帝国皇帝哈德良在公元70年耶路撒冷被摧毁后于129年至130年耶路撒冷建造的罗马人殖民地，该城的建立以及在原犹太教圣殿建造朱比特神殿是132年巴尔科赫巴起义可能的原因之一。